# Karen Wynn
Karen Wynn (Austin, 18 dicembre 1962) è una psicologa statunitense, canadese.

## Biografia
Professoressa canadese di Psicologia e Scienze Cognitive all'Università di Yale, è cresciuta nelle praterie canadesi di Regina, Saskatchewan. La sua ricerca esplora le capacità cognitive di neonati e dei bambini piccoli.

## Istruzione e lavoro
Wynn si laurea in Psicologia presso la McGill University nel 1985, e consegue il Dottorato di Ricerca in Scienze Cognitive presso il Massachusetts Institute of Technology nel 1990. Entra a far parte del Dipartimento di Psicologia della Università di Yale nel 1999.

## Ricerca
Karen Wynn è nota per il suo lavoro assolutamente pionieristico sulla cognizione numerica nei bambini e nei neonati. Alcune delle sue ricerche più influenti su questo argomento, pubblicate sulla rivista scientifica Nature nel 1992, hanno dimostrato che i neonati di 5 mesi sono in grado di effettuare semplici addizioni e sottrazioni e operazioni su piccole serie di oggetti fisici. Si tratta di una scoperta entusiasmante che ha, tuttavia, lasciato stupiti e scettici molti studiosi, molti dei quali hanno messo in atto ulteriori esperimenti per verificare l'attendibilità delle sue ipotesi. I risultati di questi esperimenti sono stati quindi replicati da ricercatori sia negli Stati Uniti sia in Europa sui neonati e su alcune specie animali.
Wynn ha suggerito che gli esseri umani, insieme a molte altre specie animali, sono intrinsecamente dotati di moduli cognitivi per la rilevazione e il ragionamento sui numeri.
Wynn ha anche verificato che bambini piccolissimi di appena 5 mesi sono in grado di avere delle aspettative numeriche. Esperimenti classici sono quelli del teatrino delle marionette, in cui bambini di 6 mesi, abituati a vedere una marionetta fare due salti, quando questa ne compiva tre, raddoppiavano la propria soglia di interesse.
Molti degli esperimenti condotti hanno poi puntato l'attenzione sulle capacità dei neonati (5-6 mesi) di compiere operazioni di tipo additivo e sottrattivo. Nell'esperimento sull'addizione, vedevano un pupazzo di Topolino che veniva poi nascosto da uno schermo. Appariva quindi una mano, che teneva un secondo pupazzo e lo collocava dietro lo schermo. Questo poi scendeva rivelando la presenza di due pupazzi, ossia ciò che i bambini avrebbero dovuto aspettarsi se avessero avuto aspettative aritmetiche, o di un pupazzo solo, il che sarebbe andato contro le loro aspettative. Che cosa facevano i bambini? Guardavano forse più a lungo il singolo pupazzo? Proprio così.
Si potrebbe obiettare che un pupazzo è più interessante di due e che questo potrebbe essere il motivo per cui lo guardavano più a lungo.
La Wynn, tuttavia, aveva già condotto degli esperimenti preliminari, dai quali era emerso che non c'era alcuna differenza tra il tempo di osservazione di un pupazzo rispetto a quello di due. Inoltre aveva condotto un esperimento di sottrazione, in cui i bambini guardavano un teatrino con due pupazzi, lo schermo saliva, ma una mano scivolava dietro e la si vedeva mentre sottraeva un pupazzo. Lo schermo scendeva e appariva un solo pupazzo (il che era in linea con un'aspettativa di sottrazione), o ne apparivano due (il che non lo era). 
I bambini guardavano più a lungo in questo secondo caso, il che suggerisce che si aspettavano, togliendo un pupazzo dai due che c'erano, di vederne rimanere uno solo. Perciò, se il bambino ha aspettative aritmetiche, dopo aver visto l'avverarsi della sottrazione dovrebbe guardare più a lungo la disposizione di partenza rimasta immutata. Ed è proprio ciò che accadeva. Allo stesso modo la presentazione di due pupazzi è prevedibile nell'esperimento dell'addizione, ma non in quello della sottrazione e anche in questo caso ci fu un tempo di osservazione maggiore nei confronti della stessa presentazione quando essa faceva seguito a un processo aritmetico che la rendeva inaspettata.

## Riconoscimenti
Wynn ha ricevuto riconoscimenti dall'Accademia Nazionale delle Scienze nel 2001, data "per la sua ricerca pionieristica sulle fondamenta del pensiero matematico nei neonati e nei bambini piccoli". L'American Psychological Association le ha poi assegnato il premio alla carriera per il contributo alla Psicologia nel 2000, dato "per il suo programma di ricerca eccellente sulle fondamenta ontogenetiche della conoscenza matematica. La sua ricerca ha avanzato la comprensione delle rappresentazioni prelinguistiche del numero e il suo lavoro sulle rappresentazioni infantili ha migliorato la comprensione dei concetti che bambini usano per enumerare ".